# Ирина (кратер)
Ири́на (лат. Irina) — кратер диаметра 15,2 км на поверхности Венеры. Кратер назван в честь русского женского имени Ирина. Название утверждено в 1985 году. Географические координаты: 35,0° с. ш., 18,8° в. д.